# Rajya Sabha
El Rajya Sabha o Consejo de los Estados es la cámara alta del Parlamento de la India. La membresía de la Rajya Sabha está limitada por la Constitución a un máximo de 250 miembros, y las leyes de tener disposición para 245 miembros. La mayoría de los miembros de la cámara son elegidos de forma indirecta por las legislaturas de los Estados y territorios de la India con voto único transferible, mientras que el Presidente puede nombrar a 12 miembros por sus contribuciones al arte, la literatura, la ciencia, y servicios sociales. Los miembros se eligen de forma escalonada por seis años, con un tercio de los miembros cada dos años.
La Rajya Sabha se reúne en sesiones continuas, y a diferencia de la Lok Sabha, la cámara baja del Parlamento, no está sujeto a la disolución. Sin embargo, la Rajya Sabha y el Lok Sabha pueden ser prorrogados por el Presidente. La Rajya Sabha tiene competencias en todos los ámbitos de la legislación, excepto en el área de abastecimiento, donde el Lok Sabha tiene exclusividad. En caso de conflicto con la legislación, una sesión conjunta de las dos cámaras puede ser llevada a cabo. Sin embargo, como el Lok Sabha tiene dos veces la cantidad de miembros de la Rajya Sabha, este posee mayor poder. Las articulaciones de las sesiones de las cámaras del Parlamento de la India son raras, y en la historia de la República, solo tres de estas articulaciones se han celebrado, la última para la aprobación de la ley de prevención del terrorismo de 2002.
El Vicepresidente de la India es ex-officio Presidente de la Rajya Sabha, que preside sus sesiones. El Diputado Presidente, que es elegido de entre los de la casa de los miembros, se ocupa del día a día de los asuntos de la casa en ausencia del Presidente. La Rajya Sabha celebró su primera sesión el 13 de mayo de 1952. El salario y otros beneficios de un miembro de la Rajya Sabha son las mismas que para un miembro de la Lok Sabha.
Rajya Sabha miembros son elegidos por las legislaturas estatales, en vez de directamente por el electorado por voto único transferible método.

## Calificaciones
El artículo 84 de la Constitución establece los requisitos para ser miembro del Parlamento. Un miembro de la Rajya Sabha debe:
- Debe ser un ciudadano de la India
- Debe de hacer y antes de suscribirse a alguna persona autorizada a tal efecto por la Comisión Electoral de un juramento o afirmación según la forma establecida para el propósito de la Tercera parte de la Constitución;
- Debe ser de al menos 30 años de edad.
- Debe ser elegido por la Asamblea Legislativa de los Estados y territorios de la Unión por medio de voto Único transferible a través de la representación Proporcional.
- Debe su nombre presente en la lista electoral.
- No puede ser proclamado penal.
- No puede ser insolvente, es decir, él/ella no debe estar en deuda y debe tener la capacidad para cubrir sus gastos financieros.
- No debe ocupar ningún otro cargo de lucro bajo el Gobierno de la India.
- No debe estar en estado de enajenación mental.
- Debe poseer otros requisitos que pueden ser recetados en ese nombre por o en virtud de cualquier ley hecha por el Parlamento.

Además, los doce miembros son nombrados por el Presidente de la India tener especiales conocimientos en diversas áreas como las artes y las ciencias. Sin embargo, ellos no tienen derecho a votar en las elecciones Presidenciales, según el Artículo 55 de la Constitución.

## Limitaciones
La Constitución de la India impone algunas restricciones en Rajya Sabha que hace Lok Sabha más potente en ciertas zonas de comparación.

### El dinero de las facturas
El dinero de las facturas, tal como se define en la Constitución de la India la Ley 110, solo puede ser introducido en la Lok Sabha. Cuando Lok Sabha pasa un proyecto de dinero, y la transmite a Rajya Sabha, en el Rajya Sabha tiene solo catorce días para devolver el proyecto de ley (con o sin modificaciones) a la Lok Sabha. Si Rajya Sabha no devuelve el proyecto de ley en catorce días, que el proyecto de ley se considerará que han pasado por tanto en las Casas. También, si Lok Sabha rechaza cualquiera (o todas) de las enmiendas propuestas por Rajya Sabha, el proyecto de ley se considera que ha sido aprobada por ambas cámaras del Parlamento en la forma de Lok Sabha finalmente pasa. Por lo tanto, Rajya Sabha no puede estancarse, o modificar un proyecto de dinero sin Lok Sabha de la concurrencia en el mismo.

### Sesión conjunta del Parlamento
Artículo 108 prevé una sesión conjunta de las dos cámaras del Parlamento en ciertos casos. Una sesión conjunta puede ser convocada por el Presidente de la India, cuando una casa se ha rechazado un proyecto de ley aprobado por la otra casa, no ha tomado ninguna acción en un proyecto de ley que ha sido transmitida por la otra casa durante seis meses, o tiene en desacuerdo con las enmiendas propuestas por el Lok Sabha en un proyecto de ley pasó por ella. Teniendo en cuenta que la fuerza de la Lok Sabha es más del doble que el de la Rajya Sabha (Lok Sabha tiende a tener una mayor influencia en una sesión conjunta del Parlamento. En una sesión conjunta es presidido por el presidente de Lok Sabha. También, debido a que la sesión conjunta convocada por el Presidente en consejo de gobierno, que ya tiene una mayoría en el Lok Sabha, la sesión conjunta es generalmente convocada para obtener facturas del pasado a través de un Rajya Sabha, en el que el gobierno de una minoría.
- 1961: Ley De Prohibición De La Dote, 1958
- 1978: La Banca De La Comisión De Servicios (Derogación De La Ley De 1977
- 2002: Ley de Prevención del Terrorismo de 2002

### No-moción de confianza
A diferencia de la Lok Sabha, un miembro de la Rajya Sabha no puede traer a la casa de una moción de censura contra el gobierno.

## Poderes
En la India estructura federal, Rajya Sabha es un representante de los Estados de la Unión legislatura (de Ahí el nombre, el Consejo de los Estados). Por lo tanto, Rajya Sabha se concede poderes que protegen los derechos de los Estados en contra de la Unión.

### La Unión De Los Estados De Las Relaciones
La Constitución faculta al Parlamento de la India para hacer las leyes en los asuntos reservados para los Estados (Miembros de la Lista). Sin embargo, esto solo puede hacerse si Rajya Sabha primer aprueba una resolución por mayoría de dos tercios mayoría especial de otorgamiento de un poder para el Parlamento de la Unión. El gobierno de la unión no puede hacer una ley sobre un asunto reservado a los estados sin la autorización de la Rajya Sabha.

### La creación de todos los Servicios de la India
Rajya Sabha, por dos tercios de súper mayoría puede aprobar una resolución de empoderamiento de que el Gobierno de la India para crear más de Toda la India de los Servicios comunes a ambos de la Unión y los Estados, incluyendo un servicio judicial.

## La pertenencia y la composición
Los escaños se asignan en proporción a la población de personas de cada estado o territorio de la unión , de tal manera que los estados más pequeños tienen una ligera ventaja sobre los estados más poblados. además, los más pequeños Territorios de la Unión que no tienen las legislaturas no tienen representación en el Rajya Sabha. Por lo tanto, Islas Andamán Y Nicobar, Lakshadweep, Chandigarh, Daman Y Diu y Dadra Y Nagar Haveli no enviar representantes a la Rajya Sabha. 12 miembros son nombrados por el Presidente.
Según el anexo iv de la Constitución de la India el 26 de enero de 1950, la Rajya Sabha iba a consistir de 216 personas, de las cuales 12 miembros nombrados por el Presidente y el resto de 204 elegido para representar a los Estados Unidos. La fuerza presente, sin embargo, es de 245 miembros de los cuales 233 son representantes de los estados y territorios de la unión y 12 son nombrados por el Presidente. Los doce miembros designados de la Rajya Sabha son las personas que son eminentes en determinados campos, y son bien conocidos los contribuyentes en el campo en particular. Algunos ejemplos de tales personas propuestas son de críquet icono de Sachin Tendulkar, ex RBI Gobernador Bimal Jalan y famoso letrista y poeta Javed Akhtar. A partir de marzo de 2014, cada estado o territorio de la unión especificados en la primera columna de la siguiente tabla, no será asignado el número de escaños que se especifica en la segunda columna de la misma frente a ese Estado o que el territorio de la unión, como puede ser el caso:
| Nombre del estado y unión territorial | No. de asientos |
| ------------------------------------- | --------------- |
| Andhra Pradesh                        | 11              |
| Arunachal Pradesh                     | 1               |
| Assam                                 | 7               |
| Bihar                                 | 16              |
| Chhattisgarh                          | 5               |
| Goa                                   | 1               |
| Guyarat                               | 11              |
| Haryana                               | 5               |
| Himachal Pradesh                      | 3               |
| Jammu & Kashmir                       | 4               |
| Jharkhand                             | 6               |
| Karnataka                             | 12              |
| Kerala                                | 9               |
| Madhya Pradesh                        | 11              |
| Maharashtra                           | 19              |
| Manipur                               | 1               |
| Meghalaya                             | 1               |
| Mizoram                               | 1               |
| Nagaland                              | 1               |
| National Capital Territory (Delhi)    | 3               |
| Nominated                             | 12              |
| Odisha                                | 10              |
| Pondicherry                           | 1               |
| Punjab                                | 7               |
| Rajasthan                             | 10              |
| Sikkim                                | 1               |
| Tamil Nadu                            | 18              |
| Telangana                             | 7               |
| Tripura                               | 1               |
| Uttar Pradesh                         | 31              |
| Uttarakhand                           | 3               |
| West Bengal                           | 16              |
| Total                                 | 245             |

### La afiliación por partido
Alianza democrática nacional

Asientos: 74
Alianza Progresista Unida|A]]lianza unida progresiva

Asientos: 65
Asientos: 15
74
ianza unida progresiva

Asientos: 65
15
74
ianza unida progresiva

Asientos: 65
15
74
ianza unida progresiva

Asientos: 65
15

 74

ianza unida progresiva
Asientos: 65

 15

| Alliances                                              | Partido                   | MP                        |                                          |                                                                   |                          |   |                 |   |                                       |   |                       |   |                           |   |
| Bharatiya Janata                                       | -                         | Telugu Desam              | -                                        | Shiromani Akali Dal                                               | 3                        |   |                 |   |                                       |   |                       |   |                           |   |
| Shiv Sena                                              | 3                         |                           |                                          |                                                                   |                          |   |                 |   |                                       |   |                       |   |                           |   |
| Jammu and Kashmir Partido de las personas democráticas | 2                         |                           |                                          |                                                                   |                          |   |                 |   |                                       |   |                       |   |                           |   |
| Bodoland frente de la gente                            | 1                         |                           |                                          |                                                                   |                          |   |                 |   |                                       |   |                       |   |                           |   |
| Naga frente de la gente                                | 1                         |                           |                                          |                                                                   |                          |   |                 |   |                                       |   |                       |   |                           |   |
| Partido Republicano de India (A)                       | 1                         |                           |                                          |                                                                   |                          |   |                 |   |                                       |   |                       |   |                           |   |
| Sikkim Frente Democrático                              | 1                         |                           |                                          |                                                                   |                          |   |                 |   |                                       |   |                       |   |                           |   |
| Congreso Nacional de India                             | -                         | Dravida Munnetra Kazhagam | -                                        | Indian Union Muslim League (IUML) Liga de Unión Indues musulmanes | 1                        |   |                 |   |                                       |   |                       |   |                           |   |
| Congreso de Kerala (M)                                 | 1                         |                           |                                          |                                                                   |                          |   |                 |   |                                       |   |                       |   |                           |   |
| Janata Dal (Unido)                                     | 6                         |                           |                                          |                                                                   |                          |   |                 |   |                                       |   |                       |   |                           |   |
| Rashtriya Janata Dal                                   | 5                         |                           |                                          |                                                                   |                          |   |                 |   |                                       |   |                       |   |                           |   |
| Janata Dal (Secular)                                   | 1                         |                           |                                          |                                                                   |                          |   |                 |   |                                       |   |                       |   |                           |   |
| Otros partidos asientos: 76                            | Partido Samajwadi         | -                         | All India Anna Dravida Munnetra Kazhagam | -                                                                 | Congreso India Trinamool | - | Biju Janata Dal | - | Partido comunista de India (Marxista) | - | Partido Bahujan Samaj | - | Partido Congreso Nacional | 5 |
| Otros partidos asientos: 76                            | Telangana Rashtra Samithi | -                         | Partido comunista de India               | 2                                                                 |                          |   |                 |   |                                       |   |                       |   |                           |   |
| Otros partidos asientos: 76                            | Partido congresista YSR   | -                         | Nominados                                | -                                                                 | Independientes           | 6 |                 |   |                                       |   |                       |   |                           |   |
| Otros partidos asientos: 76                            | Asientos disponibles      | 4                         |                                          |                                                                   |                          |   |                 |   |                                       |   |                       |   |                           |   |
| Otros partidos asientos: 76                            | Total                     | 245                       |                                          |                                                                   |                          |   |                 |   |                                       |   |                       |   |                           |   |

## Los oficiales

### El líder de la Casa
Además del Presidente (Vicepresidente de la India) y el vicepresidente, también hay una función llamada Líder de la Casa. Este es un ministro del gabinete - el primer ministro, si él es un miembro de la Casa o en otro nombrado ministro. El líder tiene un asiento junto a la presidenta, en la primera fila.

### El líder de la Oposición (LOP)
Además de la Líder de la Casa, que es el líder de la mayoría, también hay un Líder de la Oposición - líder de los partidos minoritarios. La función solo fue reconocida en el Sueldo y las Prestaciones de los Líderes de la Oposición en el Parlamento la Ley de 1977. Este es generalmente el líder del mayor partido de la minoría, y es reconocido como tal por el Presidente.
Las siguientes personas han sido el Líder de la Oposición en la Rajya Sabha:
| No | Nombre               | Desde             | Hasta         |
| -- | -------------------- | ----------------- | ------------- |
| 1  | Shyam Nandan Mishra  | Diciembre de 1969 | Marzo 1971    |
| 2  | M. S. Gurupadaswamy  | Marzo de 1971     | Abril de 1972 |
| 3  | Kamlapati Tripathi   | 30.3.1977         | 15.2.1978     |
| 4  | Bhola Paswan Shastri | 24.2.1978         | 23.3.1978     |
| 5  | Kamlapati Tripathi   | 23.3.1978         | 2.4.1978      |
| 6  | Kamlapati Tripathi   | 18.4.1978         | 8.1.1980      |
| 7  | Lal Krishna Advani   | 21.1.1980         | 7.4.1980      |
| 8  | P. Shiv Shankar      | 18.12.1989        | 2.1.1991      |
| 9  | M. S. Gurupadaswamy  | 28.6.1991         | 21.7.1991     |
| 10 | Jaipal Reddy         | 22.7.1991         | 29.6.1992     |
| 11 | Sikander Bakht       | 7.7.1992          | 10.4.1996     |
| 12 | Sikander Bakht       | 10.4.1996         | 23.5.1996     |
| 13 | Shankarrao Chavan    | 23.5.1996         | 1.6.1996      |
| 14 | Sikander Bakht       | 1.6.1996          | 19.3.1998     |
| 15 | Dr. Manmohan Singh   | 21.3.1998         | 21.5.2004     |
| 16 | Jaswant Singh        | 3.6.2004          | 4.7.2004      |
| 17 | Jaswant Singh        | 5.7.2004          | 16.5.2009     |
| 18 | Arun Jaitley         | 3.6.2009          | 26.5.2014     |
| 19 | Ghulam Nabi Azad     | 8.6.2014          | Presente      |

## Secretaría
La Secretaría de la Rajya Sabha fue establecido de conformidad con las disposiciones contenidas en el Artículo 98 de la Constitución. Dicho Artículo, que se proporciona por separado, el personal de secretaría para cada Casa del Parlamento, se lee como sigue:- 98. Secretaría del Parlamento -Cada cámara del Parlamento se han separado de personal de secretaría: a condición de que nada de lo dispuesto en esta cláusula se interpretará como un impedimento para la creación de puestos comunes a ambas cámaras del Parlamento. (2) el Parlamento puede, por ley, regulan la contratación y las condiciones de servicio de las personas nombradas para el personal de secretaría de cualquiera de las cámaras del Parlamento.
La Rajya Sabha las funciones de la Secretaría bajo la orientación general y el control del Presidente. Las principales actividades de la Secretaría, entre otras cosas, las siguientes:-
(i) la prestación de asistencia secretarial y de apoyo para el funcionamiento efectivo del Consejo de los Estados (Rajya Sabha)ssible a los Miembros de la Rajya Sabha;
(iv) mantenimiento de las diferentes Comisiones Parlamentarias;
(v) la preparación de la investigación y el material de referencia y llevar a cabo diversas publicaciones;
(vi) la contratación de mano de obra en la Sabha Secretaría y atención de asuntos de personal; y
(vii) preparar y publicar un registro del día-a-día de las actuaciones de la Rajya Sabha y llevar a cabo tales publicaciones, como puede ser necesaria en relación con el funcionamiento de la Rajya Sabha y de sus Comités.
En el desempeño de sus constitucional y estatutario de responsabilidades, el Presidente de la Rajya Sabha es asistido por el Secretario General, quien tiene el rango equivalente[16] para el Secretario de Gabinete del Gobierno de la India. El Secretario General, a su vez, es asistida por los altos funcionarios a nivel de Secretario, Adicional el Secretario, el Secretario adjunto y los demás funcionarios y personal de la Secretaría.

## Los medios de comunicación
Rajya Sabha Televisión (RSTV) es un 24x7 parlamentaria del canal de TV totalmente propiedad de y operado por la Rajya Sabha. El canal está dirigido a proporcionar una cobertura en profundidad y el análisis de asuntos parlamentarios, especialmente el funcionamiento de y hechos relacionados con el Rajya Sabha. Durante los períodos de sesiones del Parlamento, aparte de telecasting la cobertura en vivo de las actas de la Rajya Sabha, RSTV presenta incisivo análisis de las actuaciones de la Casa, así como otro día-a-día parlamentaria de los eventos y acontecimientos.